# Теннис на летних Олимпийских играх 1924
Теннисный турнир летних Олимпийских игр 1924 года проходил с 13 по 20 июля в Париже. Он стал последним теннисным турниром на Олимпиадах до показательного турнира летней Олимпиады 1968 года в Мексике и последним официальным олимпийским теннисным турниром до 1988 года.

## Обзор соревнований
Олимпийский теннисный турнир 1924 года проходил с 13 по 20 июля, при участии 124 спортсменов (89 мужчин и 35 женщин) из 27 стран. Накануне его начала, в ходе Уимблдонского турнира в Лондоне, выяснилось, что фаворитка Олимпиады Сюзанн Ленглен — олимпийская чемпионка Антверпена и пятикратная победительница Уимблдона, которая должна была приносить от имени спортсменов Олимпийскую клятву на церемонии открытия, — не сможет принять участие в Играх из-за недавно перенесённой желтухи. После вынужденного ухода Ленглен Уимблдон выиграла хозяйка корта Китти Маккейн, переигравшая в четвертьфинале американку Хелен Уиллз. В мужском турнире Олимпиады также отсутствовал один из главных фаворитов — американец Билл Тилден, и в его отсутствие в качестве основных претендентов на медали рассматривались хозяева соревнований, «мушкетёры» Рене Лакост, Анри Коше, Жан Боротра и Жак Брюньон.
В полуфинале женского одиночного турнира произошла сенсация: уроженка Марселя, гречанка по происхождению Диди Власто, обыграла свежеиспечённую чемпионку Уимблдона Маккейн. В финале, однако, Власто не смогла на равных противостоять Уиллз и легко уступила со счётом 6-2, 6-2. В финале женских пар, как и незадолго до этого на Уимблдоне, встретились американки Уиллз и Уайтмен с англичанками Маккейн и Ковелл. Итог матча оказался таким же, как и в Лондоне: американки сумели вырвать победу со счётом 7-5, 8-6, хотя в обоих сетах проигрывали по геймам 2-5.
В финале смешанных пар встретились между собой два американских тандема. Партнёр Хейзел Уайтмен, Р. Норрис Уильямс, сильно повредил перед финалом лодыжку и подумывал о том, чтобы отказаться от матча, но Уайтмен убедила его сыграть, и Уильямс весь матч простоял, почти не сходя с места и отбивая только мячи, летевшие от него на расстоянии шага. Тем не менее Уайтмен сумела сыграть за двоих, и они победили Винсента Ричардса и Марион Джессап со счётом 6-2, 6-3.
Ричардс реабилитировался в мужском одиночном разряде, где участвовали 97 спортсменов, в том числе все «мушкетёры». В финале ему противостоял Анри Коше, но американец сумел победить местного фаворита в пяти сетах — 6-4, 6-4, 5-7, 4-6, 6-2. В мужском парном разряде Ричардс и Коше снова встретились в финале, и вновь американец оказался сильнее, победив в паре с Фрэнсисом Хантером Коше и Жака Брюньона со счётом 4-6, 6-2, 6-3, 2-6, 6-3.
В итоге американцы завоевали золотые медали во всех пяти видах соревнований. На счету Уиллз, Уайтмен и Ричардса было по две золотых медали, а Ричардс кроме того добавил к победе в мужском одиночном и парном разряде также «серебро» в миксте. Анри Коше завоевал серебряные медали в мужском одиночном и парном разряде. Две медали — серебряная и бронзовая — также на счету Кэтлин Маккейн.
Руководство Международной федерации лаун-тенниса (ILTF), недовольное организацией теннисного турнира Парижской олимпиады, выдвинуло в дальнейшем ультиматум МОК с рядом требований, которые не были удовлетворены. Более того, МОК выдвинул встречное требование признать олимпийский теннисный турнир чемпионатом мира по теннису и отменить розыгрыш Уимблдонского турнира в олимпийские годы. Со своей стороны ILTF отказалась выполнить эти условия. В результате к следующим Олимпийским играм теннис был исключён из программы Олимпиад.

## Победители и медалисты по видам
| Категория                 | Золото                                   | Серебро                                         | Бронза                                                |
| Женщины. Одиночный разряд | Хелен Уиллз США                          | Жюли Власто Франция                             | Кэтлин Маккейн Великобритания                         |
| Женщины. Парный разряд    | США · Хейзел Уайтмен · Хелен Уиллз       | Великобритания · Филлис Ковелл · Кэтлин Маккейн | Великобритания · Эвелин Кольер · Дороти Шеферд-Баррон |
| Мужчины. Одиночный разряд | Винсент Ричардс США                      | Анри Коше Франция                               | Умберто де Морпурго Италия                            |
| Мужчины. Парный разряд    | США · Винсент Ричардс · Фрэнсис Хантер   | Франция · Жак Брюньон · Анри Коше               | Франция · Жан Боротра · Рене Лакост                   |
| Смешанный парный разряд   | США · Хейзел Уайтмен · Р. Норрис Уильямс | США · Марион Джессап · Винсент Ричардс          | Нидерланды · Корнелия Боуман · Хендрик Тиммер         |

## Медали по странам
| Место | Команда        | Золото | Серебро | Бронза | Итого |
| ----- | -------------- | ------ | ------- | ------ | ----- |
| 1     | США            | 5      | 1       | 0      | 6     |
| 2     | Франция        | 0      | 3       | 1      | 4     |
| 3     | Великобритания | 0      | 1       | 2      | 3     |
| 4     | Италия         | 0      | 0       | 1      | 1     |
| 4     | Нидерланды     | 0      | 0       | 1      | 1     |
| Итого | Итого          | 5      | 5       | 5      | 15    |